# 滨海阿尔卑斯省 (1793年—1814年)
滨海阿尔卑斯省（法語：Département des Alpes-Maritimes）是法国历史上的一个省份，位于今法国、意大利与摩纳哥，省会尼斯。该省份于1793年尼斯伯国（属于薩丁尼亞王國）被法兰西第一共和国吞并后成立。省份成立半个月后，摩纳哥公国并入该省。1805年，法国的姊妹共和国利古里亞共和國并入该省。1814年，第一帝国终结，尼斯伯国重回萨丁王国，热那亚共和国（利古里亚共和国的前身）重建，尔后被萨丁王国吞并，摩纳哥独立，该省份解散。 
该省大致对应今天同名的滨海阿尔卑斯省，后者于1860年法国吞并尼斯伯国后重建。 

## 地理
旧滨海阿尔卑斯省涵盖了今滨海阿尔卑斯省的大部分地区，不过有三处不同：
- 旧省西南部以瓦尔河、埃斯泰龍河与里乌朗河（Rioulan）为界，不包含格拉斯区，该区于1860年重建新省时从瓦尔省划来。
- 旧省东南部目前位于意大利的领土内。1793年，位于今意大利的地区仅有佩里纳尔多县（canton de Perinaldo），而到了1805年，利古里亚共和国被吞并，其边界拓展到了今意大利因佩里亞省的西南部，迫近阿真蒂納河。
- 旧省南部包括摩纳哥，其现为一个独立国家。

## 区划

### 第一次 (1793-1795年)

1793年滨海阿尔卑斯省地图，展示了各专区 (蓝：皮热泰涅专区；绿：尼斯专区；紫：芒通专区) 与各县

1793年，同其他省份一样，滨海阿尔卑斯省被划分为专区（district）和县（canton），区划如下：
尼斯专区
县份：Aspremont、Contes、l'Escarène、Levens、Nice、Roquebillière、Utelle 与 Valdeblore.
芒通专区
县份：La Brigue、Menton、Monaco、Perinaldo 与 Sospel.
皮热泰涅专区
县份：Beuil、Gilette、Guillaumes Puget、Roquesteron、Saint-Étienne 与 Villars-sur-Var.

### 第二次（1795-1805年）

1801年滨海阿尔卑斯省地图，展示了各区 (蓝：皮热泰涅区；绿：尼斯区；紫：芒通区) 与各县

专区于1795年废除。1800年2月17日，该省下设区（arrondissement）以取代之前的专区，区划如下：
尼斯区
尼斯县：尼斯、Villefranche
阿斯普勒蒙县：阿斯普勒蒙、Falicon、Saint-André、Tourrette
孔特县：Berre、Châteauneuf、Coaraze、孔特、Drap
莱斯卡雷讷县：莱斯卡雷讷、Lucéram、Peille、Peillon、Touët-de-l'Escarène
勒旺斯县：Duranus、勒旺斯、La Roquette-Saint-Martin、Saint-Blaise
罗克比利耶尔县：Belvédère、La Bollène、罗克比利耶尔、Saint-Martin、Venanson
于泰勒县：Lantosque、La Tour、于泰勒
瓦尔德布洛尔：Marie、Rimplas、Roure、Saint-Sauveur、瓦尔德布洛尔
芒通区
芒通县：Castellar、Gorbio、芒通、Sainte-Agnès
拉布里格县：拉布里格、Saorge、Tende
摩纳哥县：Èze、摩纳哥、Roquebrune、La Turbie
佩里纳尔多县：Apricale、Dolceacqua、Isolabona、佩里纳尔多、Pigna、Rochetta、Seborga
索斯佩勒县：Breil、Castillon、Moulinet、索斯佩勒
皮热泰涅区
皮热泰涅县：Auvare、La Croix、Puget-Rostang、皮热泰涅、Saint-Léger、Touët-de-Beuil
伯伊县：伯伊、Ilonse、Lieuche、Pierlas、Rigaud、Roubion
日莱特县：Bonson、日莱特、Toudon、Tourette-Revest
纪尧姆县：Châteauneuf、Daluis、Entraunes、纪尧姆、Péone、Saint-Martin、Sauze、Villeneuve
罗凯斯泰龙县：Ascros、Cuébris、La Penne、Pierrefeu、罗凯斯泰龙、Saint-Antonin、Sigale
圣艾蒂安县：Isola、Saint-Dalmas-le-Selvage、圣艾蒂安
维拉尔县：Bairols、Clans、Malaussène、Massoins、Thiéry、Tournefort、维拉尔
此次区划在随后的改动不大。不过，1801年12月8日，Saint-Sauveur取代了瓦尔德布洛尔成为其所在县首府，孔特县被划至莱斯卡雷讷县，勒旺斯县被划至阿斯普勒蒙县，尼斯县一分为三：西尼斯县（Nice-Ouest）、东尼斯县（Nice-Est）和自由城县（Villefranche）。

### 第三次（1805-1814年）

1805年滨海阿尔卑斯省地图，展示了各区 (蓝：皮热泰涅区；绿：尼斯区；紫：圣雷莫区) 与各县

1805年6月6日，利古里亚共和国被法国吞并，诞生了三个新省份：亚平宁省、热那亚省和蒙特诺特省。不过，共和国的西部被划至滨海阿尔卑斯省。自1805年9月23日起，滨海阿尔卑斯省的区划如下：
尼斯区
由8个原有的县组成，而原芒通县、摩纳哥县、索斯佩勒县以及布雷伊和索尔日则划至圣雷莫区。
圣雷莫区
圣雷莫县：La Colla、聖雷莫
文蒂米利亚县：Airole、Bevera、Camporosso、La Penna、文蒂米利亚
博尔迪盖拉县：博尔迪盖拉、Borghetto、San Biagio、Sasso、Seborga、Soldano、Vallebona、Vallecrosia
塔贾县：Badalucco、Castelbajardo、Ceriana、Montalto、塔贾
特廖拉县：特廖拉
皮尼亚县：Castel Franco、皮尼亚
拉布里格县：拉布里格、Tende
佩里纳尔多县：Apricale、Borjardo、Dolceacqua、Isolabona、佩里纳尔多、Rochetta
索尔日县：布雷伊、索尔日
皮热泰涅区
未改动。